# مرغ حق آندامان
مرغ حق آندامان (نام علمی: Otus balli) نام یک گونه از سرده مرغ حق است.